# Sarracena anteviridata
Sarracena anteviridata là một loài bướm đêm trong họ Geometridae.